# سنتز ایندول همتسبرگر
سنتز ایندول همتسبرگر (انگلیسی: Hemetsberger indole synthesis) یک نام واکنش در شیمی آلی است که در آن یک ۳-آریل-۲-آزیدو-پروپنوئیل استر طی یک تجزیه حرارتی به یک  ایندول-۲-کربوکسیلیک استر تبدیل می‌شود.
بازده این واکنش حدود ۷۰٪ می‌باشد  اما با این حال به عنوان واکنش متداول شناخته نمی‌شود زیرا پایداری اندکی داشته و سنتز مواد آغازکر آن دشوار است.